# 関嘉彦
関 嘉彦（せき よしひこ、1912年11月19日 - 2006年5月4日）は、日本の社会思想史家、政治家。旧・東京都立大学名誉教授。法学博士（京都大学・1962年）。参議院議員（1期）。イギリス労働党の日本における紹介者として知られる。福岡県福岡市生まれ。

## 経歴

### 学生時代
父・関嘉八郎は発電所設計に携わる技師で、母は元生物学教師の豊かな家庭に長男として生まれる。1930年福岡県中学修猷館、1933年旧制福岡高等学校文科乙類を経て、東京帝国大学経済学部入学。河合栄治郎の演習に参加し、河合の「人格主義的理想主義」に基づき、共産主義にもファシズムにも反対する態度に同感する。

### 社会活動
1936年大学卒業後、日本生命を経て、恩師である河合の推薦により1939年5月太平洋協会調査部に勤務。河合が二・二六事件から来る弾圧にも自由主義者としての節を曲げずにファシズム批判を続け、出版法違反で起訴されたため、その法廷闘争の応援活動を続けた。戦時期には陸軍軍属として太平洋協会より南方占領地調査に派遣され、北ボルネオで、ボルネオ守備軍司令部の笠間杲雄調査部長（司政長官）のもと、司政官（調査部員）として勤務した。
復員後、河合の思想に基づくものとして、1946年社会思想研究会を設立し常務理事となる。出版部取締役を経て、肺結核で療養の後、1949年4月東京都立大学人文学部助教授を経て、1954年10月同教授に就任。1969年4月東京都立大学経済学部長に就任する。同年、教授会が、自衛官の入学拒否と大学立法反対をそれぞれ決議することに反対して辞職。都立大学名誉教授となる。その後、東京大学、慶應義塾大学、自治大学校等で教鞭をとるとともに、1978年4月早稲田大学政治経済学部客員教授。早大在職中、『文藝春秋』誌上で、森嶋通夫との間に防衛論争を繰り広げ、関・森嶋の2名で文藝春秋読者賞受賞。
また、日本社会党に属するが日常活動の低調なことに失望。1959年右派の脱党に際してはこれと行動を共にする。1960年民社党結成に参加し、同党綱領を起草すると共に、民主社会主義を掲げる同党のイデオロギー的重鎮となる。1970年から1983年まで民主社会主義研究会議議長。

### 政界進出
1983年6月、第13回参議院議員通常選挙に民社党公認で比例区（名簿1位）から立候補、初当選。1989年7月、一期限りで政界を引退した。

## 著作

### 単著
- 『蘭領印度農業政策史』（中央公論社、1941年）
- 『英国社会主義――労働党の理論家たち』（弘文堂、1952年）
- 『現代国家における自由と革命――ラスキ研究入門』（春秋社、1952年）
- 『英国労働党の社会主義政策』（東洋経済新報社、1954年）
- 『社会問題』（秀英出版、1958年）
- 『新しい社会主義』（現代教養文庫、1958年）
- 『ストレイチーの資本主義・帝国主義論』（鹿島研究所出版会、1963年）
- 『イギリス労働党史』（社会思想社、1969年）
- 『社会思想史十講――自由主義・民主主義・社会主義』（有信堂、1970年、改訂版1980年）
- 『民主社会主義への道』（富士社会教育センター出版局、1974年）
- 『社会主義と自由』（民主社会主義研究会議、1979年）
- 『ベルンシュタインと修正主義』（早稲田大学出版部、1980年）
- 『社会主義の歴史1――フランス革命から十九世紀末へ』（力富書房、1984年、新版1987年）
- 『永田町一年生――私の国会報告』（関嘉彦事務所、1985年）
- 『社会主義の歴史2――十九世紀末から現代へ』（力富書房、1987年）
- 『永田町二年生――私の国会報告』（関嘉彦事務所、1988年）
- 『永田町三年生――私の国会報告』（関嘉彦事務所、1989年）
- 『私と民主社会主義――天命のままに八十余年』（日本図書刊行会、1998年）ISBN 4-8231-0262-2
- 『民主社会主義への200年――フランス革命からポスト冷戦まで』（和田修一補筆、一芸社、2007年）

### 共著
- 『福祉国家のビジョン――明日の日本を考える』（ミリオンブックス、講談社、1964年）
- 『戦後日本の国際政治論』加藤秀治郎編・解説（一芸社、2000年11月）ISBN 4-901253-19-0

### 編著
- 『ラスキ』（世界大思想全集の社会・宗教・科学思想編、河出書房、1956年）

共編訳「共産主義論」「社会思想史論集」「政治評論集」
- 『イギリスの社会主義思想』（世界の思想第17巻、河出書房、1963年）
- 『ベンサム、J・S・ミル』（世界の名著第38巻、中央公論社、1967年）
- 『労働組合と政治活動』（民主社会主義研究会議、1978年）

### 訳書
- カール・ベッカー『現代民主主義論』、石上良平共訳（社会思想研究会出版部、1949年、現代教養文庫、1951年）
- ジョン・ロビンソン『完全雇用の理論と政策』（社会思想研究会出版部、1950年）
- ジェー・イー・ミード『経済計画と価格機構――自由制社会主義の経済理論』（社会思想研究会出版部、1950年）
- ジェイ・アイ・ローパー『労働組合運動と新社会秩序』（社会思想研究会出版部、1950年）
- ジョン・ストレイチー『現代の資本主義』三宅正也共訳（東洋経済新報社、1958年）
- シドニー・フック『マルクスとマルクス主義者たち――あいまいな遺産』著　関嘉彦訳（社会思想研究会出版部、1960年）
- C・A・R・クロスランド『福祉国家の将来――現代英国の分析 1・2』（論争社、1961年）
- ジョン・ストレイチー『帝国主義の終末』共訳（東洋経済新報社、1962年）

## 栄典
- 1989年 - 勲三等旭日中綬章受章[6]
- 2006年 - 叙従四位